# Giselbert de Luxemburg
Giselbert de Luxemburg (n. cca. 1007 – d. 14 august 1059) a fost conte de Salm și de Longwy, iar apoi conte de Luxemburg de la 1047 până la moarte.
Giselbert era fiu al lui Frederic de Luxemburg, conte de Moselgau, probabil cu Ermentruda de Gleiberg.
Inițial conte de Salm și de Longwy, la moartea fratelui său Henric al II-lea de Luxemburg Giselbert a moștenit și comitatul de Luxemburg, ca și poziția de protector al abațiilor Sfântului Maximin din Trier și Sfântului Willibrord din Echternach. El a fost implicat într-o dispută cu Poppon, arhiepiscop de Trier, în privința abației Sfântului Maximin, care a fost arbitrată de fratele său Adalbéron al III-lea, episcop de Metz.
În 1050, în condițiile în care populația orașului Luxembourg crescuse considerabil, Giselbert a extins orașul, prin construirea unui nou zid fortificat în jurul acestuia.
Cu o soție rămasă necunoscută, Giselbert a avut următorii copii:
- Conrad (n. 1040 - d. 1086), succesor în comitatul de Luxemburg
- Herman (d. 1088), devenit conte de Salm, întemeietor al casei de Salm
- o fiică, căsătorită cu Theodoric de Amensleben
- o fiică, căsătorită cu Kuno, conte de Oltingen
- Adalbéron (d. 1097, Antiohia), canonic la Metz
- Jutta, căsătorită cu Udo de Limburg